# José Reyes (Baseballspieler)
Jose Bernabe Reyes (* 11. Juni 1983 in Villa Gonzalez, Dominikanische Republik) ist ein ehemaliger dominikanischer Baseballspieler, der als Shortstop in der Major League Baseball (MLB) spielte. Am 10. Juni 2003 gab er im Trikot der Mets sein Debüt in der MLB. Reyes ist vor allem durch sein antreibendes Spiel bekannt und durch die Gefahr, Bases zu stehlen (Stolen Bases).